# Foucart
Foucart település Franciaországban, Seine-Maritime megyében. Lakosainak száma 339 fő (2022. január 1.). Foucart Alvimare, Bolleville, Cléville, Trouville és Terres-de-Caux községekkel határos.

## Népesség
A település népességének változása:
| Lakosok száma | 358  | 357  | 365  | 354  | 354  | 359  | 359  | 349  | 339  |
|               | 2013 | 2015 | 2016 | 2017 | 2018 | 2019 | 2020 | 2021 | 2022 |